# Hoplitis ridibunda
Hoplitis ridibunda är en biart som först beskrevs av Warncke 1991.  Hoplitis ridibunda ingår i släktet gnagbin, och familjen buksamlarbin. Inga underarter finns listade i Catalogue of Life.